# Mimasaka (Okayama)
Mimasaka (jap. 美作市 Mimasaka-shi) ist eine kreisfreie Stadt in der Präfektur Okayama auf der Insel Honshū in Japan.

## Geographie
Mimasaka liegt im äußersten Nordosten der Präfektur Okayama und grenzt an die Präfekturen Tottori und Hyōgo. Der höchste Berg auf dem Stadtgebiet ist der 1344 Meter hohe Ushiroyama. Die beiden wichtigsten Flüsse sind der Yoshii und der Yoshino, ein Nebenfluss des Yoshii.

## Geschichte
Die Stadt Mimasaka wurde am 31. März 2005 durch die Zusammenlegung der Gemeinden Katsuta (勝田町, -chō) im Landkreis Katsuta und Aida (英田町, -chō), Mimasaka (美作町, -chō), Ōhara (大原町, -chō), Sakutō (作東町, -chō) und dem Dorf Higashiawakura (東粟倉村, -son) im Landkreis Aida gegründet.

## Sehenswürdigkeiten
Im Ortsteil Ōhara gibt es das Miyamoto-Musashi-Museum und Miyamoto-Musashi-Budōkan. Im Gebiet des heutigen Ōhara wurde dieser Samurai im 16. Jahrhundert geboren. Das Museum besteht aus einem Gebäude mit Exponaten und einer weitläufigen Außenanlage im Stil der Azuchi-Momoyama-Zeit. In Ōhara gibt es außerdem den Sanomo-Schrein (讃甘神社, Sanomo-jinja).
Im Ortsteil Higashiawakura gibt es das Museum für zeitgenössisches Spielzeug in Japan. Ferner gibt es dort den Belville-Park und den Ai no mura-Park, ein Onsen.

## Persönlichkeiten
- Atsuko Asano (* 1954), Schriftstellerin und Kinderbuchautorin

## Verkehr
- Straße:
  - Chūgoku-Autobahn
  - Nationalstraßen 179, 373, 374, 429
- Zug:
  - JR Kishin-Linie: nach Himeji und Niimi

## Angrenzende Städte und Gemeinden
- Bizen
- Shisō

## Städtepartnerschaften
- Saint-Valentin, Frankreich, seit 1988
- Echizen, Japan, seit 1990
- Neyagawa, Japan, seit 1991
- St. Valentin, Österreich, seit 1993[1][2]
- Saint-Valentin, Kanada, seit 1997
- Gleizé, Frankreich, seit 1999